# أوما موسومي ديربي الجميلة
أوما موسومي ديربي جميل (ウマ娘 プリティーダービー Uma Musume Puritī Dābī، تترجم حرفيا. "Horse Girl Pretty Derby") هو امتياز متعدد الوسائط أنشأته شركة Cygames. كان من المقرر ظهور لعبة محمولة لنظامي التشغيل iOS وAndroid في أواخر عام 2018 ثم تأجلت إلى فبراير 2021. تم بث مسلسل تلفزيوني أنمي مكون من 13 حلقة من قبل P.A. Works من أبريل إلى يونيو 2018، تلاه موسم ثانٍ من قبل Studio Kai، والذي تم بثه من يناير إلى مارس 2021، ثم موسم ثالث، والذي تم بثه من أكتوبر إلى ديسمبر 2023. تم بث مسلسل تلفزيوني أنمي مقتبس من المانجا الفرعية Umayon من يوليو إلى سبتمبر 2020. تم عرض أنمي ويب قصير بعنوان Umayuru لأول مرة في أكتوبر 2022. تم عرض أنمي ويب ثان بعنوان Uma Musume Pretty Derby: Road to the Top لأول مرة في أبريل 2023 واستمر لمدة أربع حلقات. تم عرض فيلم أنمي بعنوان Uma Musume Pretty Derby: Beginning of a New Era لأول مرة في اليابان في مايو 2024. ومن المقرر عرض مسلسل أنمي تلفزيوني مقتبس من Uma Musume: Cinderella Gray في أبريل 2025.

## حبكة
في عالم يشبه عالمنا إلى حد كبير، تتاح الفرصة لخيول السباق العظيمة في الماضي لأن تولد من جديد كـ "فتيات خيول" - فتيات بآذان وذيول الخيول بالإضافة إلى سرعتهن وقدرتهن على التحمل. أفضل هؤلاء الفتيات يذهبن للتدريب في أكاديمية تراسين في طوكيو، على أمل أن ينتقلن إلى الشهرة والثروة كمتسابقات ومثاليات.

### أنيمي
الموسم الأول يضم Special Week ، وهي فتاة من الريف تحب الخيول في المدرسة الثانوية والتي انتقلت للتو إلى Tracen. إنها مصممة على الوفاء بوعدها لأمها بأن تصبح أفضل فتاة حصان في اليابان. في طريقها إلى المدرسة، تزور مضمار السباق وتقع على الفور في حب أسلوب سايلنس سوزوكا ، وتصمم على السباق في نفس الفريق معها.
الموسم الثاني يضم توكاي تيو باعتباره الشخصية الرئيسية ويسلط الضوء على شخصيات جانبية أخرى مثل ميجيرو ماكوين ورايس شاور وميهونو بوربون. وكما هو الحال مع الحصان الذي تعتمد عليه، فإنها تعاني من إصابات متعددة وتكافح من أجل البقاء كواحدة من أفضل المتسابقين.
الموسم الثالث يضم كل من كيتاسان بلاك وساتونو دايموند كشخصيتين رئيسيتين، مع التركيز على العلاقة بين الاثنين، واللذين سينتهي بهما الأمر إلى أن يصبحا متنافسين في مضمار السباق. في حين يتنافس كيتاسان مع الحصان المفضل لدى الجماهير، دورامنتي .

### لعبة فيديو
الجزء الثاني من القصة الرئيسية يضم Rhein Kraft و Cesario وAir Messiah وDaring Heart. في الواقع، وُلدت هذه الخيول الأربعة في عام 2002 وتنافست في عدد من السباقات، بما في ذلك سباق أوكا شو في عام 2005، حيث احتلت المركز الأول حتى الرابع.

#### أوما موسومي ديربي جميل
تم الإعلان عن اللعبة في عام 2016. تم عرض مقطع دعائي متحرك من إنتاج PA Works لأول مرة في حدث AnimeJapan في ذلك العام. كان من المقرر إصداره في أواخر عام 2018،  ولكن تم تأجيله حتى إصداره في 24 فبراير 2021. تم إصدار نسخة الكمبيوتر الشخصي في 10 مارس 2021.
قناة على اليوتيوب بعنوان Pakatube! (ぱかチューブっ! Pakachūbu!) تم إطلاقه في 25 مارس 2018. تتميز القناة بشخصية السفينة الذهبية.
بحلول أبريل 2024، سيكون هناك 96 "فتاة حصان" قابلة للعب ( uma musume ) في اللعبة. تم إصدار الجزء الثاني من القصة الرئيسية في مارس 2024.
في 24 يونيو 2024، بث مباشر على Pakatube! أعلن عن إصدار النسخة الإنجليزية من اللعبة. أعلن الحساب الرسمي للعبة Umamusume: Pretty Derby English على X أيضًا عن هذا الخبر بعد فترة وجيزة.

### مانجا

#### أوما موسومي ديربي الجميل: هارو أورارا، ابذل قصارى جهدك!
سلسلة مانجا بعنوان Uma Musume Pretty Derby: Haru Urara, Do Your Best! (ウマ娘 プリティーダービー ハルウララがんばる! Uma Musume Pretty Derby: Haru Urara Ganbaru!)، كتبها كاتسومي ناكاياما ورسم هوان يو (ZECO)، وتم تسلسلها على موقع Cygames 'Cycomics من مايو. من 8 إلى 11 سبتمبر 2016. 10 حلقات في المجموع. هذه قصة مصورة مبنية على القصة الحقيقية لهارو أورارا، وهارو أورارا هو الشخصية الرئيسية. تم دعم الإنتاج من قبل مزرعة مارثا، حيث تعيش هاروا يورارا الحقيقية بقية حياتها، وجمعية سباق الخيل في محافظة كوتشي. لم يعد متاحًا للتوزيع ولم يتم نشره بعد في شكل تانكوبون.

#### باب الإنطلاق!:أوما موسومي ديربي الجميلة
سلسلة مانجا بعنوان Starting Gate!: Uma Musume Pretty Derby (STARTING GATE! -ウマ娘 プリティーダービー- Stātingu Geito!: Uma Musume Pretty Derby) Starting Gate!: Uma Musume Pretty Derby (STARTING GATE! -ウマ娘 プリティーダービー- Stātingu Geito!: Uma Musume Pretty Derby) ، كتبها Cygames ورسمها S. Kosugi، بدأ التسلسل على موقع Cygames الخاص بـ Cycomics في 25 مارس 2017. تم تجميع المانجا في ستة مجلدات تانكوبون اعتبارًا من 18 مارس 2022.

#### أومايون(مانجا)
بدأت سلسلة المانجا المكونة من أربعة أجزاء بعنوان Umayon (うまよん) ، والتي كتبها ورسمها جيت كوما، في الظهور على موقع Cycomics التابع لشركة Cygames في الفترة ما بين 30 مارس 2018  إلى 15 يناير 2021. لا يتوفر التانكوبون للبيع العام، ولكنه مدرج في صندوق Blu-ray الخاص بالأنمي.

#### أوما موسومي: سندريلا غراي(مانغا)
مانجا أخرى بعنوان Uma Musume: Cinderella Gray (ウマ娘 シンデレラグレイ Uma Musume Shinderera Gurei) ، من إنتاج Junnosuke Itō، كتبها Masafumi Sugiura، ورسم Taiyō Kuzumi، بدأت في Shueisha's Weekly Young Jump في 11 يونيو 2020. تم إصدار أول مجلد تانكوبون مجمع في 19 يناير 2021. اعتبارًا من ديسمبر 2024[[تصنيف:مقالات فيها عبارات متقادمة منذ خطأ في التعبير: عامل < غير متوقع.]] </link></link> وقد تم إصدار سبعة عشر مجلدًا. البطل هو أوغوري كاب .

#### أوما موسومي ديربي جميل أوما موسوميشي
مانجا أخرى بعنوان Uma Musume Pretty Derby Uma Musumeshi (ウマ娘 プリティーダービー うまむすめし) ، بدأت  موقع Cygames الخاص بـ Cycomics في 2 مارس 2023. اعتبارًا من ديسمبر 2024[[تصنيف:مقالات فيها عبارات متقادمة منذ خطأ في التعبير: عامل < غير متوقع.]] </link></link> وقد تم إصدار خمسة مجلدات.

#### أوما موسومي ديربي الجميل: ستار بلوسوم
مانجا أخرى بعنوان Uma Musume Pretty Derby: Star Blossom (ウマ娘 プリティーダービー スターブロッサム Uma Musume Pretty Derby: Sutā Burossamu)، كتبها Monjūsaki ورسمها Shin Hotani، بدأت التسلسل في Shueisha's شونين جمب+ ، يانجان! تطبيق وموقع Tonari no Young Jump في 10 أبريل 2023. اعتبارًا من سبتمبر 2024[[تصنيف:مقالات فيها عبارات متقادمة منذ خطأ في التعبير: عامل < غير متوقع.]] </link></link> وقد تم إصدار ثلاثة مجلدات. البطلة هي Sakura Laurel [اليابانية]
 .

#### Uma Musume PisuPisu☆SupiSupi Golshi-chan
مانجا أخرى بعنوان Uma Musume PisuPisu☆SupiSupi Golshi-chan (ウマ娘 ピスピス☆スピスピ ゴルシちゃん) ، مكتوبة وموضحة بواسطة Naoki Shibata، بدأت التسلسل في موقع المانجا الأسبوعي CoroCoro Comic الخاص بـ Shogakukan في نوفمبر 29, 2023. البطل هو السفينة الذهبية. اعتبارًا من ديسمبر 2024[[تصنيف:مقالات فيها عبارات متقادمة منذ خطأ في التعبير: عامل < غير متوقع.]] </link></link> وقد تم إصدار ثلاثة مجلدات.

### أنيمي

#### أوما موسومي ديربي الجميلة
تم بث مسلسل تلفزيوني أنمي مكون من 13 حلقة من 2 أبريل  إلى 18 يونيو 2018، على Tokyo MX ، مع بث الحلقتين الأوليين على التوالي. قامت Crunchyroll ببث المسلسل. تم إخراج الأنمي بواسطة كي أويكاوا في PA Works ، وكتب السيناريوهات ماسافومي سوجيورا وأكيهيرو إيشيهارا. قامت حركة أوتامارو بتأليف الموسيقى في لانتيس . أغنية افتتاح الموسم الأول هي "Make Debut" وأغنية النهاية هي "Grow Up Shine!"؛ كلاهما غنتهما Special Week (Azumi Wak)، و Silence Suzuka (Marika Kōno)، وTokai Teio ( Machico))، و Vodka (Ayaka Ōhashi)، و Daiwa Scarlet (Chisa Kimura)، و Gold Ship (Hitomi Ueda)، و Mejiro McQueen (Saori Ōnishi).
تم بث الموسم الثاني، مع عودة طاقم التمثيل واستوديو Kai ليحل محل PA Works في إنتاج الرسوم المتحركة، من 5 يناير إلى 30 مارس 2021.
في 22 فبراير 2022، تم إصدار رسوم متحركة جديدة، "رسوم متحركة خاصة بمناسبة الذكرى السنوية الأولى"، على YouTube للاحتفال بالذكرى السنوية الأولى للعبة. هذا العمل هو استمرار للموسم الثاني من الأنمي. تم الإعلان عن الموسم الثالث في 6 نوفمبر 2022. يشرف كل من شينغو ناغاي وتيتسويا كوباري على النصوص، في حين يعود ستوديو كاي وبقية الموظفين الرئيسيين من المواسم السابقة. تم بث الموسم من 5 أكتوبر إلى 28 ديسمبر 2023.

#### أوما موسومي بريتي ديربي: بداية عصر جديد
فيلم أنمي بعنوان Uma Musume Pretty Derby: Beginning of a New Era (ウマ娘 プリティーダービー 新時代の扉 Uma Musume Pretty Derby: Shinjidai no Tobira) وبطولة Jungle Pocket تم الإعلان عنه في 28 ديسمبر 2023. تم تحريكه بواسطة CygamesPictures وإخراج كين ياماموتو، مع كتابة كيوكو يوشيمورا للسيناريو، وإشراف تيتسويا كوباري على السيناريوهات والعمل كمخرج للسيناريو، وتصميم جون يامازاكي للشخصيات والعمل كمخرج رئيسي للرسوم المتحركة، وتأليف يوشياكي فوجيساوا وماسارو يوكوياما للموسيقى. تم عرض الفيلم في دور العرض اليابانية في 24 مايو 2024.

#### أوما موسومي: سندريلا جراي(أنمي)
تم الإعلان عن مسلسل تلفزيوني أنمي مقتبس من Uma Musume: Cinderella Gray manga في 23 أغسطس 2024. تم إنتاج المسلسل بواسطة CygamesPictures وإخراج Yūki Itō وTakehiro Miura، مع تولي Aki Kindaichi تأليف المسلسل، وMasafumi Sugiura كتابة السيناريو، وTakuya Miyahara وKeigo Sasaki تصميم الشخصيات، وكينجي كاوايi تأليف الموسيقى. ومن المقرر أن يتم بثه في دورتين منفصلتين على قناة TBS ،مع العرض الأول في أبريل 2025.

## استقبال

### لعبة فيديو
حققت اللعبة المحمولة، خلال عشرة أشهر من إصدارها، ما يقرب من 965 million دولار أمريكي في اليابان بحلول 16 ديسمبر 2021. وهذا يجعلها تاسع أعلى لعبة محمولة من حيث الإيرادات في العالم في عام 2021. حققت اللعبة إيرادات سنوية إجمالية بلغت 990 million دولار أمريكي في عام 2021. وفقًا لتحليل البيانات من Sensor Tower، حققت اللعبة إجماليًا أكثر من 2 billion دولار أمريكي اعتبارًا من أبريل 2023.
في عام 2022، وللمرة الأولى في اليابان، تمكنت شركة Abema ، وهي شركة تابعة أخرى لشركة CyberAgent ، من بث جميع مباريات كأس العالم لكرة القدم 2022 البالغ عددها 64 مباراة مباشرة ومجانًا، ويرجع ذلك إلى حد كبير إلى الربح الضخم الذي تم تحقيقه من سباق Uma Musume Pretty Derby.

### مانجا
تم ترشيح المانجا الفرعية Uma Musume: Cinderella Gray في حفل توزيع جوائز Next Manga السابع لفئة أفضل مانجا مطبوعة وحصلت على المركز الثاني من بين 50 مرشحًا.

### أنيمي
أصبح إصدار Blu-ray للموسم الثاني من المسلسل التلفزيوني الأنمي هو إصدار الفيديو المنزلي الأكثر مبيعًا لمسلسل تلفزيوني أنمي في اليابان.
حقق الفيلم التجميعي Uma Musume Pretty Derby: Road to the Top المركز السادس في شباك التذاكر الياباني في عطلة نهاية الأسبوع الافتتاحية. بعد أسبوعين، ظهر فيلم Uma Musume Pretty Derby: Beginning of a New Era في المركز الأول من حيث الإيرادات الإجمالية، وحقق أكثر من 354 مليون ين في عطلة نهاية الأسبوع الافتتاحية، وفي المركز الثاني من حيث الحضور.

## روابط خارجية
- أوما موسومي ديربي الجميلة (أنمي) في شبكة أخبار الأنمي